# Pathamadai
Pathamadai là một thị xã panchayat của quận Tirunelveli thuộc bang Tamil Nadu, Ấn Độ.

## Nhân khẩu
Theo điều tra dân số năm 2001 của Ấn Độ, Pathamadai có dân số 14.965 người. Phái nam chiếm 49% tổng số dân và phái nữ chiếm 51%. Pathamadai có tỷ lệ 72% biết đọc biết viết, cao hơn tỷ lệ trung bình toàn quốc là 59,5%: tỷ lệ cho phái nam là 80%, và tỷ lệ cho phái nữ là 66%. Tại Pathamadai, 11% dân số nhỏ hơn 6 tuổi.